# Aeropuerto de Bilwi
El Aeropuerto Puerto Cabezas próximamente como Aeropuerto Internacional Puerto Cabezas (IATA: PUZ, OACI: MNPC) es un aeropuerto localizado que sirve a la ciudad de Puerto Cabezas, en la Región Autónoma de la Costa Caribe Norte, Nicaragua, aproximadamente a una hora de Managua en avión. Operado por la Empresa Administradora de Aeropuertos Internacionales (EAAI), sirve principalmente a las ciudades de Puerto Cabezas, también conocida como Bilwi, localizada cerca del extremo noreste del país.
El aeropuerto tiene una autopista de 2,500 metros de largo, con capacidad para grandes aviones.

## Aerolíneas domésticas
Vuelos nacionales
| Ciudades    | Nombre del aeropuerto                       | Aerolíneas |
| ----------- | ------------------------------------------- | ---------- |
| Bluefields  | Aeropuerto de Bluefields                    | La Costeña |
| Corn Island | Aeropuerto de Corn Island                   | La Costeña |
| Managua     | Aeropuerto Internacional Augusto C. Sandino | La Costeña |

- Datos: Q576956